# Henri Duveyrier

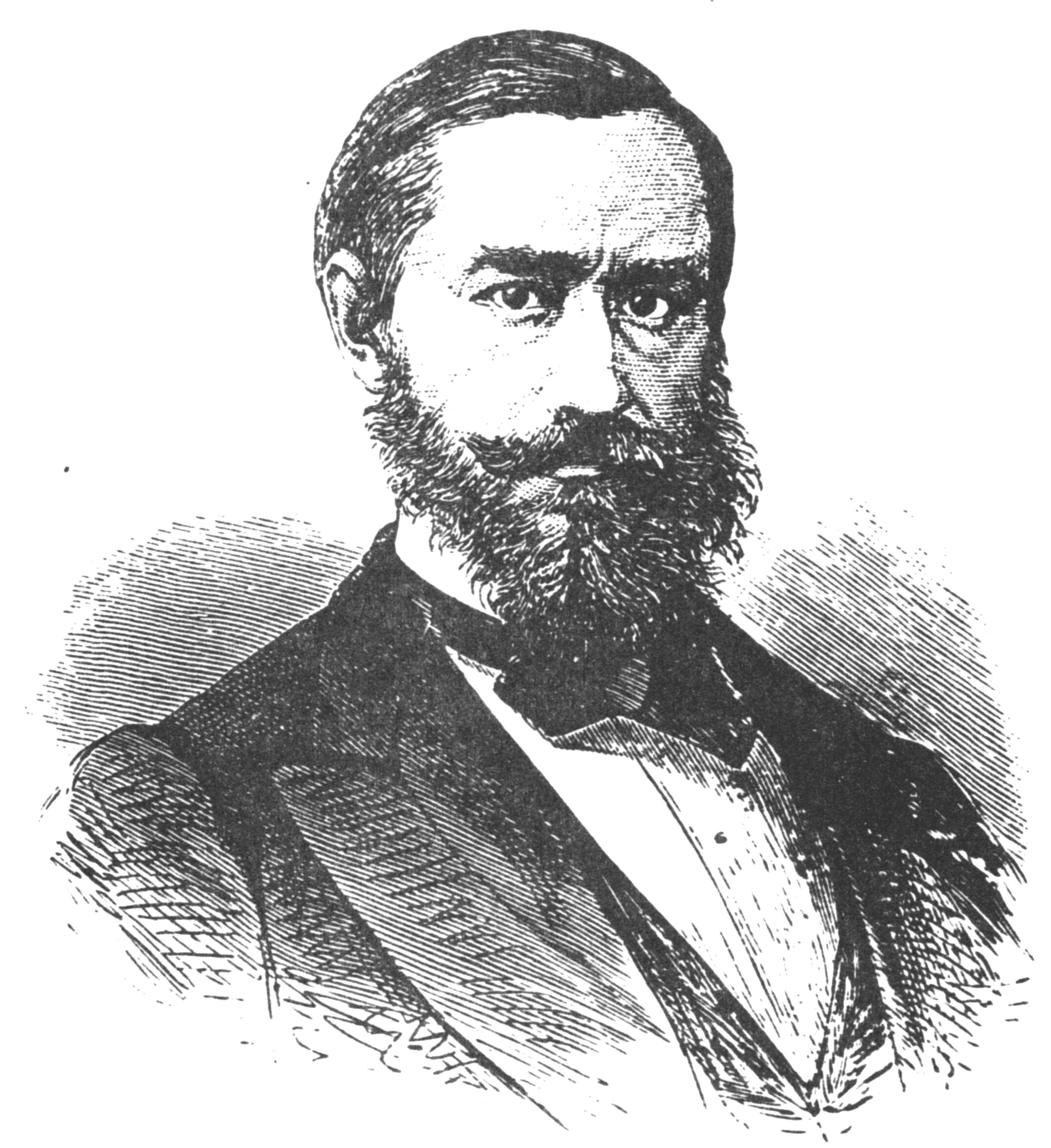
Henri Duveyrier

Henri Duveyrier (ur. 28 lutego 1840 w Paryżu; zm. 25 kwietnia 1892 w Sèvres) – francuski podróżnik, badacz Sahary.
W 1857 i 1858 spędził kilka miesięcy w Londynie, gdzie spotkał Heinricha Bartha, a następnie przygotował narrację z jego podróży w zachodniego Sudanu. W wieku dziewiętnastu lat Duveyrier, który już opanował język arabski, rozpoczął podróż po północnej części Sahary. Wyprawa ta trwała prawie trzy lata. W 1864, dwa lata po powrocie do Francji, opublikował sprawozdanie z badań Sahary, za które otrzymał złoty medal Paryskiego Towarzystwa Geograficznego. W czasie wojny w 1870 był niemieckim jeńcem. Następnie odbył jeszcze kilka podróży po Saharze.
Był synem Charlesa Duveyriera.